# عباس خان قرهغل
عباس‌ خان قرهغل (بالفارسية: عباس‌خان قره‌گل) هي مستوطنة تقع في قسم بيزكي الريفي (مقاطعة تشناران) في إيران.